# Paral·lel 51° nord
El paral·lel 51° nord és una línia de latitud que es troba a 51 graus nord de la línia equatorial terrestre. Travessa Europa, Àsia, l'Oceà Pacífic, l'Amèrica del Nord i l'oceà Atlàntic.

## Geografia
En el sistema geodèsic WGS84, al nivell de 51° de latitud nord, un grau de longitud equival a 70,085 km; la longitud total del paral·lel és de 25.175 km, que és aproximadament 63,0% de la de l'equador, del que es troba a 5.667 km i a 4.334 km del pol Nord

## Durada del dia
En aquesta latitud, el sol és visible durant 16 hores i 33 minuts a l'estiu, i 7 hores i 55 minuts en solstici d'hivern.

## Arreu del món
Començant al meridià de Greenwich i dirigint-se cap a l'est, el paral·lel 51º passa per:
| Coordenades                               | País, territori o mar        | Notes |
| ----------------------------------------- | ---------------------------- | --- |
| 51° 0′ N, 0° 0′ E / 51.000°N,0.000°E      | Regne Unit                   | Anglaterra: East Sussex, Kent (al sud de Dover) |
| 51° 0′ N, 0° 58′ E / 51.000°N,0.967°E     | Estret de Dover              | |
| 51° 0′ N, 2° 0′ E / 51.000°N,2.000°E      | França                       | Nord-Pas-de-Calais — al sud de Dunkerque i el punt més al nord de França |
| 51° 0′ N, 2° 34′ E / 51.000°N,2.567°E     | Bèlgica                      | Al sud de Gant |
| 51° 0′ N, 5° 46′ E / 51.000°N,5.767°E     | Països Baixos                | Limburg — Per uns 10 km |
| 51° 0′ N, 5° 54′ E / 51.000°N,5.900°E     | Alemanya                     | Rin del Nord-Westfàlia — passa a través del nord de Colònia Hessen Turíngia — Passa a través d'Erfurt Saxònia-Anhalt Turíngia Saxònia — passa al sud de Dresden |
| 51° 0′ N, 14° 15′ E / 51.000°N,14.250°E   | Txèquia                      | |
| 51° 0′ N, 14° 34′ E / 51.000°N,14.567°E   | Alemanya                     | Saxònia |
| 51° 0′ N, 14° 55′ E / 51.000°N,14.917°E   | Polònia                      | Per uns 4 km |
| 51° 0′ N, 14° 58′ E / 51.000°N,14.967°E   | Txèquia                      | |
| 51° 0′ N, 15° 6′ E / 51.000°N,15.100°E    | Polònia                      | Per uns 3 km |
| 51° 0′ N, 15° 8′ E / 51.000°N,15.133°E    | Txèquia                      | Per uns 3 km |
| 51° 0′ N, 15° 10′ E / 51.000°N,15.167°E   | Polònia                      | Passa al sud de Wrocław |
| 51° 0′ N, 23° 57′ E / 51.000°N,23.950°E   | Ucraïna                      | Província de Volínia — Passa al nord de Lutsk Província de Rivne Óblast de Jitòmir — Passa al nord de Korosten Província de Kíev — Passa a través de l'embassament de Kíev Província de Txerníhiv — Passa al sud de Nizhyn Província de Sumi — Passa al nord de Província de Sumi |
| 51° 0′ N, 35° 20′ E / 51.000°N,35.333°E   | Rússia                       | |
| 51° 0′ N, 49° 19′ E / 51.000°N,49.317°E   | Kazakhstan                   | |
| 51° 0′ N, 54° 11′ E / 51.000°N,54.183°E   | Rússia                       | |
| 51° 0′ N, 56° 29′ E / 51.000°N,56.483°E   | Kazakhstan                   | Per uns 10 km |
| 51° 0′ N, 56° 37′ E / 51.000°N,56.617°E   | Rússia                       | Per uns 9 km |
| 51° 0′ N, 56° 45′ E / 51.000°N,56.750°E   | Kazakhstan                   | |
| 51° 0′ N, 57° 18′ E / 51.000°N,57.300°E   | Rússia                       | |
| 51° 0′ N, 57° 45′ E / 51.000°N,57.750°E   | Kazakhstan                   | |
| 51° 0′ N, 58° 36′ E / 51.000°N,58.600°E   | Rússia                       | |
| 51° 0′ N, 61° 30′ E / 51.000°N,61.500°E   | Kazakhstan                   | |
| 51° 0′ N, 79° 53′ E / 51.000°N,79.883°E   | Rússia                       | |
| 51° 0′ N, 80° 28′ E / 51.000°N,80.467°E   | Kazakhstan                   | |
| 51° 0′ N, 81° 5′ E / 51.000°N,81.083°E    | Rússia                       | |
| 51° 0′ N, 83° 7′ E / 51.000°N,83.117°E    | Kazakhstan                   | Per uns 5 km |
| 51° 0′ N, 83° 11′ E / 51.000°N,83.183°E   | Rússia                       | Per uns 2 km |
| 51° 0′ N, 83° 13′ E / 51.000°N,83.217°E   | Kazakhstan                   | Per uns 15 km |
| 51° 0′ N, 83° 26′ E / 51.000°N,83.433°E   | Rússia                       | |
| 51° 0′ N, 97° 50′ E / 51.000°N,97.833°E   | Mongòlia                     | |
| 51° 0′ N, 102° 15′ E / 51.000°N,102.250°E | Rússia                       | |
| 51° 0′ N, 119° 37′ E / 51.000°N,119.617°E | República Popular de la Xina | Mongòlia Interior Heilongjiang |
| 51° 0′ N, 127° 0′ E / 51.000°N,127.000°E  | Rússia                       | |
| 51° 0′ N, 140° 38′ E / 51.000°N,140.633°E | Estret de Tartària           | |
| 51° 0′ N, 142° 14′ E / 51.000°N,142.233°E | Rússia                       | Illa de Sakhalín |
| 51° 0′ N, 143° 36′ E / 51.000°N,143.600°E | Mar d'Okhotsk                | |
| 51° 0′ N, 156° 46′ E / 51.000°N,156.767°E | Rússia                       | Kamtxatka |
| 51° 0′ N, 156° 51′ E / 51.000°N,156.850°E | Oceà Pacífic                 | Passa al sud d'Amatignak, Alaska, Estats Units · Passa al nord de l'illa de Vancouver, Colúmbia Britànica, Canadà |
| 51° 0′ N, 127° 31′ O / 51.000°N,127.517°O | Canadà                       | Colúmbia Britànica - Passa a través de Revelstoke Alberta — Passa a través de Calgary Saskatchewan Manitoba Ontario Quebec |
| 51° 0′ N, 58° 48′ O / 51.000°N,58.800°O   | Golf de Sant Llorenç         | |
| 51° 0′ N, 57° 3′ O / 51.000°N,57.050°O    | Canadà                       | Terranova i Labrador — illa de Terranova |
| 51° 0′ N, 55° 50′ O / 51.000°N,55.833°O   | Oceà Atlàntic                | Passa al nord de l'illa Groais, Terranova i Labrador, Canadà |
| 51° 0′ N, 4° 32′ O / 51.000°N,4.533°O     | Regne Unit                   | Anglaterra — Devon, Dorset, Wiltshire, Hampshire (Passa al nord de Southampton), West Sussex, East Sussex |